# Fonction (management)
Pour les articles homonymes, voir Fonction.
 (juillet 2023).
Si vous disposez d'ouvrages ou d'articles de référence ou si vous connaissez des sites web de qualité traitant du thème abordé ici, merci de compléter l'article en donnant les références utiles à sa vérifiabilité et en les liant à la section « Notes et références ».
 (juillet 2023).
La mise en forme du texte ne suit pas les recommandations de Wikipédia : il faut le « wikifier ».
Les points d'amélioration suivants sont les cas les plus fréquents. Le détail des points à revoir est peut-être précisé sur la page de discussion.
- Les titres sont pré-formatés par le logiciel. Ils ne sont ni en capitales, ni en gras.
- Le texte ne doit pas être écrit en capitales (les noms de famille non plus), ni en gras, ni en italique, ni en « petit »…
- Le gras n'est utilisé que pour surligner le titre de l'article dans l'introduction, une seule fois.
- L'italique est rarement utilisé : mots en langue étrangère, titres d'œuvres, noms de bateaux, etc.
- Les citations ne sont pas en italique mais en corps de texte normal. Elles sont entourées par des guillemets français : « et ».
- Les listes à puces sont à éviter, des paragraphes rédigés étant largement préférés. Les tableaux sont à réserver à la présentation de données structurées (résultats, etc.).
- Les appels de note de bas de page (petits chiffres en exposant, introduits par l'outil «  Source ») sont à placer entre la fin de phrase et le point final[comme ça].
- Les liens internes (vers d'autres articles de Wikipédia) sont à choisir avec parcimonie. Créez des liens vers des articles approfondissant le sujet. Les termes génériques sans rapport avec le sujet sont à éviter, ainsi que les répétitions de liens vers un même terme.
- Les liens externes sont à placer uniquement dans une section « Liens externes », à la fin de l'article. Ces liens sont à choisir avec parcimonie suivant les règles définies. Si un lien sert de source à l'article, son insertion dans le texte est à faire par les notes de bas de page.
- La présentation des références doit suivre les conventions bibliographiques. Il est recommandé d'utiliser les modèles {{Ouvrage}}, {{Chapitre}}, {{Article}}, {{Lien web}} et/ou {{Bibliographie}}. Le mode d'édition visuel peut mettre en forme automatiquement les références.
- Insérer une infobox (cadre d'informations à droite) n'est pas obligatoire pour parachever la mise en page.

Pour une aide détaillée, merci de consulter Aide:Wikification.
Si vous pensez que ces points ont été résolus, vous pouvez retirer ce bandeau et améliorer la mise en forme d'un autre article.
Les fonctions de management sont les opérations auxquelles se livrent les dirigeants d'une entreprise pour la diriger : prévoir, organiser, commander, etc.
Il faut bien les distinguer des fonctions de l'entreprise : production, commercialisation, finances, ressources humaines, etc.

## Les cinq éléments d'administration de Fayol
L'administration au sens de Fayol est une fonction répartie entre les différents acteurs du corps social de l'entreprise, c'est-à-dire des divers parties et acteurs composant l'entreprise. Le corps social est le seul organe et le seul instrument de l'administration.
Dans son ouvrage intitulé Administration industrielle et générale, Henri Fayol décrit l’administration d'une entreprise à partir de cinq éléments :
1) La prévoyance : prévoir, c'est « scruter et dresser un programme d'action ». La prévoyance est une partie essentielle de l'administration de l'entreprise. Elle est manifestée par le programme d'action qui correspond à l'ensemble des objectifs et des moyens déployés. La prévoyance repose sur 3 piliers : les ressources dont dispose l'entreprise (le capital, la capacité de production, etc.), le type des opérations en cours et les perspectives d'avenir, des possibilités futures dépendantes des anticipations face aux facteurs exogènes. Ce programme comporte les prévisions décennales, annuelles, à très court ou long terme, les prévisions spéciales, etc. qui définissent l'action de l'entreprise sur une période donnée.
2) L'organisation : organiser, c'est « constituer le double organisme, matériel et social de l'entreprise ». Fayol la définit comme la munition de tout ce qui est utile au fonctionnement de l'entreprise (capital, matières premières, etc.). Il distingue deux grandes divisions : le corps matériel et le corps social. Les différents acteurs internes composent le corps social de l'entreprise.
3) Le commandement : commander c'est « faire fonctionner le personnel » ; Le commandement fait fonctionner le corps social. Le commandement agit donc directement sur l'organisation. Cette tâche se répartit entre les différents responsables de l'entreprise. Fayol fait même un topo des qualités que doit posséder un chef de commandement : « Le chef chargé d’un commandement doit : 1) Avoir une connaissance approfondie de son personnel ; 2) Éliminer les incapables ; 3) Bien connaître les conventions qui lient l’entreprise et ses agents ; 4) Donner le bon exemple ; 5) Faire des inspections périodiques du corps social ; s’aider dans ces inspections de tableaux synoptiques ; 6) Réunir ses principaux collaborateurs en des conférences où se préparent l’unité de direction et la convergence des efforts ; 7) Ne pas se laisser absorber par les détails ; 8) Viser à faire régner dans le personnel, l’activité, l’initiative et le dévouement. »
4) Coordination : c'est « relier, unir, conformément aux règles établies et aux ordres données ». C'est l'harmonisation et la convergence des actions de l'entreprise afin de faciliter l'atteinte des objectifs fixés. La coordination implique la considération des contraintes et conséquence de toute opération. Fayol la résume ainsi : « C'est en somme donner aux choses et aux actes les proportions qui conviennent, adapter les moyens au but. »
5) Contrôle : c'est «  veiller à ce que tout se passe conformément aux règles établies et aux ordres données ». C'est la vérification du respect et de l'accomplissement du programme convenu. Le but et de pointer les erreurs et les rectifier afin d'optimiser l'atteinte des objectifs fixés. Il s'applique à toute partie de l'entreprise et à tout niveau : sur le plan administratif, il s'agit de s'assurer de l'existence d'un programme et de son application par exemple.
Sur le plan commercial, il s'agit de vérifier que les quantités entrées et sorties sont celles convenues, par exemple.
Sur le plan technique, il faut contrôler l'entretien et le bon fonctionnement du capital technique.
Sur le plan financier, il faut surveiller l'état financier, les fonds et disponibilités de l'entreprise.
Du point de vue de la sécurité, il faut s'assurer du respect des normes de sécurité, de l'état de non-danger du personnel et de l'entreprise.
Et enfin sur le plan comptable, il est nécessaire de vérifier la pertinence et l'utilité des documents et des données statistiques afin d'avoir une vision claire et nette de la situation de l'entreprise.

## Les sept fonctions de Gulick
Les sept fonctions « exécutives ».↵Luther Gulick et son acronyme POSDCORB : Planifier, Organiser, Staff, Diriger, Coordonner, Rapporter et Budgétiser.
Planifier, c'est la détermination du champ d’action pour réaliser les objectifs prédeterminés. Planifier est nécessaire pour assurer une utilisation appropriée des ressources humaines et non-humaines.
Organiser, c’est un processus de prise en compte des ressources humaines, financières et le développement d'une relation productive pour réaliser les objectifs organisationnels.
Staffer est la gestion de la structure de l’organisation par le biais du personnel. La dotation en personnel a pris une importance croissante ces dernières années en raison des progrès technologiques, de la taille croissante des entreprises, de la complexité du comportement humain. La dotation du personnel nécessite :
• La planification de la main-d’œuvre (l'estimation de la main-d’œuvre en termes de recherche, de choix de la personne et d’attribution d’une place appropriée).
• Le recrutement, la sélection et le placement de ce personnel.
• La formation et le développement du personnel.
• La rémunération.
• L'évaluation du rendement.
• Sa promotion et son transfert
La direction fait partie de la fonction de gestion, elle active les méthodes organisationnelles pour travailler efficacement à la réalisation des objectifs de l'organisation. Elle est considérée comme l’étincelle de la vie de l’entreprise qui met en mouvement l’action des personnes, car la planification, l’organisation et la dotation en personnel ne sont que des préparatifs pour faire le travail. La direction est cet aspect inerte du personnel de gestion qui traite directement d'influencer, de guider, de superviser, de motiver les subordonnés pour la réalisation d'objectifs organisationnels. La direction a les éléments suivants :
• La supervision
• Motivation
• Direction
• La communication
• Supervision- implique de superviser le travail des subordonnés par leurs supérieurs. C'est l'acte de surveiller et de diriger le travail et les travailleurs.
• Motivation - signifie inspirer, stimuler ou encourager les subordonnés avec zèle à travailler. Des incitations positives, négatives, monétaires et non monétaires peuvent être utilisées à cette fin.
• Le leadership peut être défini comme un processus par lequel le responsable guide et influence le travail des subordonnés dans la direction souhaitée. Les communications sont le processus de transmission d'informations, d'expériences, d'opinions, etc. d'une personne à une autre. C'est un pont de compréhension.
Contrôler implique de mesurer les réalisations par rapport aux normes et de corriger les écarts, le cas échéant, afin de garantir la réalisation des objectifs de l'organisation. Le but du contrôle est de s'assurer que tout se passe conformément aux normes. Un système de contrôle efficace permet de prévoir les écarts avant qu'ils ne se produisent réellement.
Par conséquent, le contrôle comporte les étapes suivantes :
• L'établissement de performances standard.
• La mesure de la performance réelle.
• La comparaison des performances réelles avec les normes et recherche d'un écart, le cas échéant.
• L'action corrective
Le reporting consiste à garder les canaux de communication ouverts à tous les niveaux de l'organisation. Cela aide à rendre compte de l'avancement des travaux aux autorités supérieures et leur permet d'apporter des modifications au plan si nécessaire. De même, tous les échanges d'informations essentielles, tels que les problèmes d'employés, les nouvelles réglementations, les appréciations, etc., peuvent être facilement partagés avec les parties concernées, avec un temps réduit et des distorsions minimes. Par exemple. Il y aura des réunions hebdomadaires ou bi-hebdomadaires dans chacun des départements où les progrès de la période seront rapportés et discutés avec le responsable du département.

Et enfin, le budgeting (la   finance)   est   la   pierre   mère   de   toute   organisation. La  comptabilisation appropriée et cohérente de chaque centime dépensé est cruciale pour la survie et la prospérité de toute organisation. Les ressources humaines, financières, matérielles et immatérielles doivent   être   affectées à l'avance à chaque centre de travail ou projet et les   employés responsables doivent être tenus responsables de l'utilisation prévue. Ceci est nécessaire pour évaluer les estimations pour de telles exigences futures et également pour rechercher toute source d'erreur ou de fraude.

## Les cinq opérations essentielles d'un directeur  pour Drucker
On peut définir 5 opérations essentielles d'un directeur au sens de Drucker : 
La première des responsabilités du directeur est de définir les objectifs et leurs direction et de s'assurer que tout le monde au sein de l’organisation connaît ces objectifs, et les comprennent. Pour pouvoir être atteints, il faut qu'ils coïncident avec les opportunités, les compétences et les engagements de l'organisation. 
La seconde tâche du directeur consiste à organiser l'entreprise : il observe les activités, répartit le travail entre employés, il désigne des responsables pour les différentes unités et secteurs et planifie leurs tâches.
Un directeur a pour troisième mission de motiver et surtout communiquer avec ses employés. Le responsable doit le faire par son attitude, ses décisions, ses relations avec ses collègues, subordonnés et supérieurs. Une bonne communication est essentielle pour le bon fonctionnement de l'organisation
La quatrième mission essentielle d'un directeur est de s'assurer des mesures permettant d'appréhender la capacité et la performance de l'entreprise. Il se doit d'analyser, interpréter les informations concernant les performances de l'entreprise, et de décider en fonction de ces informations.
Enfin dernièrement, le directeur se doit de se former lui-même, ainsi que ses employés. Une formation peut améliorer les capacités productives, l'assurance des employés et par conséquent augmenter productivité.

## Les quatre fonctions usuelles
Adoptées comme les  4 « P » du marketing mix par la plupart des text-books :
- Planification : c'est l'organisation de la création et du déroulement des différentes phases d'un projet. Parmi ces étapes, on trouve le découpage. Le découpage consiste à diviser et répartir les tâches entre les divers employés. Ces tâches devront ensuite être ordonnées de façons cohérente dans l'ordre dans lequel elles seront réalisées. Elles sont classées par ordre de priorité selon leur coût, leur importance, etc.
- Organisation : c'est organiser le travail des équipes de manière à atteindre les objectifs fixés
- Direction : c'est mener l'entreprise, la guider dans une direction précise
- Contrôle : c'est le contrôle de la réalisation des objectifs et des étapes d'un projet, mais aussi le bon fonctionnement de l'entreprise. Le contrôle permet de repérer les dysfonctionnements et de les réparer le plus tôt possible.

avec la suppression de la fonction de coordination effectuée par Newman et Warren.

## Les dix rôles de Mintzberg
Selon Mintzberg, le manager doit savoir gérer les informations, les personnes et les actions.
Mintzberg divise ces rôles en 3 parties :
Les rôles interpersonnels, sont basés autour des relations que le manager possède avec son environnement : 
1) Le manager a un rôle de "symbole" tant en interne qu'en externe: il représente l'organisation et est une figure de l'entreprise. Mintzberg qualifie cette responsabilité de "cérémoniale", "sociale" et "légale".
2) Le manager est un leader : il a pour but de diriger motiver, communiquer les informations, récompenser et sanctionner ses différents subordonnés. Il fixe des objectifs cohérents et concilie les besoins de l'entreprise aux profils des différents employés de l'entreprise.
3) C'est aussi un agent de liaison qui a pour rôle de créer des réseaux internes et externes, nouer des contacts avec des individus utiles afin de collecter des informations. C'est pourquoi il est constamment en train de créer des nouvelles relations autour de lui
Les rôles informationnels traitent de la gestion d'informations : 
4) Le manager est un observateur est un actif de son environnement il scrute son réseau en quête d'informations.
5) Il joue également le rôle de diffuseur : disposant d'énormément d'information, le manager se doit de communiquer et transmettre les informations utiles triées à son équipe et ses subordonnés.
6) Il est également porte-parole : il a pour charge la communication il doit représenter aussi bien en interne qu'en externe, lors des réunions ou auprès de la hiérarchie de l'entreprise.
Les rôles décisionnels portent sur la prise de décision : 
7) Le manager est entrepreneur, il doit lancer des projets visant à améliorer l'organisation pour laquelle il travaille. 
8) Il est régulateur : il gère les perturbations, les problèmes, les conflits et dysfonctionnements qui peuvent surgir soudainement à l'intérieur de l'entreprise. 
9) Il est aussi régulateur de ressources : il est responsable de la répartition des différentes activités entre ses employés et contrôler leur utilisation. Il définit les compétences requises, il décide de l’utilisation des ressources qui lui sont affectées.
10) Enfin, il est négociateur et participe à des négociations avec les syndicats, les fournisseurs, les partenaires. Il a un fort pouvoir de négociation du fait qu'il possède énormément d'informations.